# Pélopia fille de Thyeste
Pour les articles homonymes, voir Pélopia.
Dans la mythologie grecque, Pélopia, Pélopéia, Pélopéa ou Pélopie (en grec ancien Πελόπεια / Pelópeia), plus rarement connue également sous le nom de Mnésiphane,, est une Atride et la fille de Thyeste. Elle est aussi parfois appelée Pélopidas, probablement en référence au fait qu'elle soit une Pélopide, c'est-à-dire une descendante de Pélops. 
C'est une prêtresse d'Athéna hébergée par le roi Thesprotos, à Sicyone. De l'union incestueuse avec son père, elle a un fils, Égisthe, qu'elle fait « exposer ». Pendant sa grossesse, elle épouse son oncle Atrée. Elle se suicide quelques années plus tard, quand elle et son fils apprennent qu'il est le fruit d'un inceste.

## Famille
Pélopia est la fille du roi de Mycènes Thyeste, lui-même fils de Pélops et d'Hippodamie et le frère jumeau d'Atrée, roi d'Argos. Elle fait donc partie de la famille des Atrides. Le nom de sa mère n'est pas donné mais il pourrait s'agir d'Érope, épouse d'Atrée et maîtresse de Thyeste avec qui elle a plusieurs enfants.
Elle a plusieurs frères nées de la liaison de Thyeste et Érope, tous tués par Atrée après que celui-ci ait appris l'infidélité de sa femme. Le plus jeune était nommé Tantale.
Violée par son propre père, Pélopia donne naissance à Égisthe.

## Mythologie
Thyeste était en conflit depuis longtemps avec son frère Atrée pour le trône de Mycènes, entretenant également une liaison avec la femme d'Atrée, Érope. Pour se venger de cette liaison, Atrée tua les fils de Thyeste et les lui servit lors d'un banquet. Thyeste jura de se venger. Un oracle à qui il avait demandé conseil lui révéla alors que s'il avait un fils avec sa propre fille, Pélopia, ce fils tuerait Atrée. 
Pélopia, qui était prêtresse d'Athéna, séjournait alors à Sicyone à la cour du roi Thesprote. Un matin, alors qu'elle était allée au bord d'une rivière pour laver ses vêtements tachés de sang lors d'un rite sacrificiel, Thyeste, se couvrant le visage, l'attaqua et la viola. Elle réussit à sortir son épée de son fourreau et la garda pour pouvoir reconnaître son agresseur.
Peu après, Atrée vint trouver Thesprote, à la recherche de son frère. Il prit Pélopia pour une fille de Thesprote et lui demanda sa main, ce que Thesprote accepta pour ne pas révéler la vérité. Pélopia était alors enceinte de son père Thyeste et elle donna bientôt naissance à Égisthe qu'elle abandonna. Il fut allaité par une chèvre et survécut. Un berger trouva le nourisson et le donna à Atrée, qui l'éleva comme son propre fils. Alors qu'il était déjà adulte, Thyeste fut capturé par Agamemnon et Ménélas à Delphes et amené à Atrée, qui envoya Égisthe pour le tuer. Égisthe portait par hasard l'épée qui avait appartenu à Thyeste et qui lui avait été donnée plus tard par Pélopia. Thyeste reconnut l'épée et s'enquit auprès d'Égisthe. Égisthe appela sa mère qui lui raconta comment l'arme lui était parvenue. Après avoir reconnu Thyeste et réalisé le fait qu'il était le violeur, Pélopia se poignarda avec l'épée de son père . Égisthe tua alors Atrée et rendit le royaume à Thyeste.